# Muž bez vlastností
Muž bez vlastností (v originále německy Der Mann ohne Eigenschaften) je třídílný román rakouského spisovatele Roberta Musila.
Česky byl poprvé vydán v roce 1980, podruhé v roce 1998, potřetí v roce 2008, ve všech případech v překladu Anny Siebenscheinové.

## Historie díla
Robert Musil psal Muže bez vlastností přes dvacet let. Začal v roce 1921 a pokračoval až do své smrti v roce 1942. První dva svazky byly vydány v roce 1930, třetí, nedokončený vyšel posmrtně v roce 1943.
Román nesl v průběhu tvůrčích prací různá jména, např. Katakomby, Achilles (jak se měl původně jmenovat hlavní hrdina) či Špión.
Děj románu a jeho postavy (až na výjimky, např. epizodický výstup císaře Františka Josefa I.) jsou smyšlené. Řada románových postav však měla svůj reálný předobraz v Musilově životě. Jeho přítelkyně Elsa (Berta) von Czuberová, se kterou se poznal při svých studiích v Brně v letech 1889 až 1901, jej inspirovala k postavě Agaty, sestry hlavního hrdiny. Přátelé Donath a Alice Charlemontovi byli předobrazem románové dvojice Waltera a Klarisy a vídeňská milovnice kultury, jež otevřela vlastní literární salón, Eugenie Schwarzwaldová byla Diotimou Musilova života. Samotný hlavní hrdina Ulrich se pak shoduje řadou rysů s autorem, dílo tudíž nese značné autobiografické prvky. Ulrichovy názory se do velké míry kryjí s názory a postoji samotného Musila. Také většina reálií je autentická.
Musil původně nechtěl vydat román, dokud nebude zcela dokončený, ale na naléhání svého nakladatele publikoval první dva díly. Později tohoto kroku litoval, protože mu to znemožnilo zpětně do nich zasahovat a v případě potřeby je i zcela přepsat.
Dodnes probíhají spekulace o tom, jak dlouhý Muž bez vlastností vlastně měl být. Zdá se však že první dva díly tvoří zhruba polovinu zamýšlené kompozice (jejím ústředním momentem snad mělo být setkání Ulricha s Agatou). Nicméně už ve stávajícím rozsahu je román mnohem delší než např. Tolstého Vojna a mír a srovnat s ním lze, co do záměru, snad pouze rovněž nedokončenou ságu Marcela Prousta Hledání ztraceného času.
Román zůstal po Musilově smrti nedokončen. Pasáže, které se už nestihly vydat, přepsala na stroji Musilova manželka Marta. Po její smrti získal Musilovu pozůstalost včetně těchto přepisů syn z prvního manželství, Gaetano Marcovaldi. Ten je předal nakladatelství Rowohlt, které román vydalo i s dodatky. Editorem byl Adolf Frisé (1910–2003). Vydání se však setkalo s mnoha kritickými ohlasy. České vydání z roku 1980 proto obsahuje jen text vydaný za autorova života.
Svým obrazem zanikající habsburské monarchie se ve své tvorbě zabývali mj. i Hermann Broch, Karl Kraus či Stefan Zweig.
Pro román jsou charakteristické především ironie a sarkasmus, kterými autor v žádném případě nešetří a zachycuje jimi dobu odcházejícího rakousko-uherského císařství. Mísí se v ní pohrdání s obdivem a nostalgií. Ve svém stylu opomíjí líčení objektů, soustřeďuje se na myšlenkové pochody svých postav a jejich vzájemné vztahy, se kterou vystihuje dobu odcházejícího rakousko-uherského císařství.
Přebujelostí děje a bohatou ornamentálností a v neposlední řadě délkou je dílo označováno jako poslední projev rakouského baroka. Kniha vyžaduje náročného čtenáře.

### Kakánie
Odehrává se ve fiktivní zemi „Kakánii“ (název je odvozen z německých zkratek „k. k.“ pro „kaiserlich-königlich“ a „k. u. k.“ pro „kaiserlich und königlich“), již Musil charakterizuje v proslulé kapitole kritizující poměry v habsburské monarchii, která „byla své podle ústavy liberální, ale byla řízena klerikálně. Byla řízena klerikálně, ale žilo se tu svobodomyslně. Před zákonem si byli všichni občané rovni, ale ne všichni byli právě občané…“ (Robert Musil (1980): Muž bez vlastností, s. 32). Děj se soustředí kolem jakéhosi vídeňského panoptika zhruba dvou desítek postav celého spektra společnosti včetně šlechtice, vojáka, bankéře, řady měšťanských paniček, služky, černošského pážete až po vraha, jejichž myšlenkové kroky a morální dilemata čtenář sleduje. Musilovým zájmem bylo prostřednictvím děje vystihnout postoje a názory jednotlivých charakterů.

### Ulrich – muž bez vlastností
Hlavním hrdinou celé knihy je Ulrich, dvaatřicetiletý matematik, jehož absence smyslu pro skutečnost a relativita v otázkách morálky a řádu ho přivedla do stavu, kdy se cítí jako „muž bez vlastností“. Jeho příznačným postojem je pasivita, se kterou přijímá okolní dění. Musil sám ve čtyřicáté kapitole první knihy zmiňuje, že „není těžké (…) Ulricha popsat v jeho základních rysech, i když on sám o sobě ví pouze to, že má právě tak blízko i daleko ke všem svým vlastnostem a že jsou mu všechny, ať už se staly nebo nestaly jeho vlastnostmi, podivně lhostejné.“ (Robert Musil (1980): Muž bez vlastností, s. 139). Jeho nejtypičtější rysy jsou ty, které se shodují s povahou samotného Musila, tedy ironie, sarkasmus a odstup.

## Stručný obsah
V popředí téměř nepřehledného a rozvláčného příběhu „idejí“ konce rakousko-uherské monarchie stojí otázka zachování řádu (na kterou Musil nahlíží, aniž by reflektoval skutečnost, že Rakousko-Uhersko vstoupí za několik měsíců do války a za několik let zanikne docela) a otázka významu tohoto řádu pro lidstvo.
První díl románu nám představuje hlavní postavu knihy, Ulricha. Dále se čtenář seznamuje např. s maniakálním vrahem žen a násilníkem Moosbrugerem, který je pro vraždu prostitutky souzen (zde Musil rozehrává otázku, lze-li z řádu uniknout šílenstvím), či s Ulrichovou milenkou Bonadeou a přítelkyní Klarisou, jejíž vzdor a pochybnosti přerostou v postupující šílenství.
V druhém díle je Ulrich zapojen do „paralelní akce“, horečných příprav oslavy 70. výročí vlády císaře Františka Josefa I., které připadá na rok 1918. Kolem „paralelní akce“ se soustředí řada osobností, jež se více či méně podílejí na přípravách, či pouze dokreslují dobový kolorit císařské Vídně, např. Ermelinda Tuzziová, přezdívaná Diotima, manželka úředníka, která v akci vidí příležitost stát se jakousi vídeňskou múzou, starý hrabě Leinsdorf, který pro svůj konzervatismus není s to dospět téměř k žádnému konkrétnímu rozhodnutí, všemi neoblíbený generál Stumm von Bordwehr, či v neposlední řadě německý hrabě Paul Arnheim, jehož reálným předobrazem byl německý politik Walther Rathenau, pro nějž představuje vztah s Diotimou kongeniální spojení krásy a duchaplnosti bez závazků.
Zatímco většina zúčastněných (nejhorečněji Diotima) se snaží propojit vládu císaře Františka Josefa I. se nějakou všeobjímající ideou (rok 1918 je postupně představován např. jako „rakouský rok“, „rakouský světový rok“ či „světový mírový rok“), jediní dva, kteří s „paralelní akcí“ spojují reálné cíle, jsou Stumm, jenž se snaží navýšit dotace na modernizaci dělostřelectva, a Arnheim, který má zájem o koupi haličských naftových polí, a ve svém snažení nakonec uspějí.
Ve třetím díle stojí v ohnisku postav (již od konce druhého dílu) Ulrichova sestra Agáta, s níž Ulrich prožije mysticko-incestní sblížení.
Z autorovy pozůstalosti bylo německy vydáno dalších více než sedm set stran nedokončeného textu.

## Adaptace
První české jevištní zpracování tohoto díla uvedl umělecký soubor Sektor pro hosty v režii Martina Faláře. Premiéra se uskutečnila v pražském klubu Rock Café 29. října 2013 v rámci off-programu 18. ročníku Pražského divadelního festivalu německého jazyka.

### Rozhlas
Román byl v roce 2017 v Českém rozhlasu zpracován jako třicetidílná četba na pokračování. Přeložila Anna Siebenscheinová, četl Jiří Hromada, režii měl Vlado Rusko.

### Komiks
- Nicolas Mahler: Mahler podle Musila: Muž bez vlastností